# Гарса (Сан-Паулу)
Гарса (порт. Garça) — муниципалитет в Бразилии, входит в штат Сан-Паулу. Составная часть мезорегиона Марилия. Входит в экономико-статистический микрорегион Марилия. Население составляет 44 396 человек на 2006 год. Занимает площадь 555,771 км². Плотность населения — 79,9 чел./км².
Праздник города — 5 мая.

## История
Город основан 5 мая 1929 года.

## Статистика
- Валовой внутренний продукт на 2003 составляет 253.908.715,00 реалов (данные: Бразильский институт географии и статистики).
- Валовой внутренний продукт на душу населения на 2003 составляет 5.793,04 реалов (данные: Бразильский институт географии и статистики).
- Индекс развития человеческого потенциала на 2000 составляет 0,783 (данные: Программа развития ООН).